# Nguyễn Ngọc Như Quỳnh
Nguyễn Ngọc Như Quỳnh (Khánh Hòa, 1979) és una bloguera, dissident i activista vietnamita, coneguda sota el pseudònim Mẹ Nấm (en català: Mare Bolet). És una activa defensora del medi ambient i els drets humans al seu país.
Va ser arrestada per primera vegada el 2009 i alliberada després de nou dies de detenció sota la condició de tancar el seu bloc.
El 29 de maç de 2017 va rebre de la primera dama dels Estats Units Melania Trump i del sotssecretari d'Estat d'Afers polítics Thomas A. Shannon, el premi Internacional Dona Coratge.